# Kuczynka
Kuczynka – wieś w Polsce położona w województwie wielkopolskim, w powiecie gostyńskim, w gminie Krobia.

## Historia
Wieś ma metrykę średniowieczną i pierwotnie związana była z Wielkopolską. Istnieje co najmniej od początku XV wieku. Wymieniona w łacińskim dokumencie z 1435 pod nazwą „Minor Cuczyna, Cuczyna”, 1476 „Minor Cuczino”, 1482 „Kuczinka”, 1508 „Cuczynko”, 1527 „Minor Kuczynka”, 1581 „Kucziny Małe”.
Miejscowość była początkowo wsią szlachecką należącą do lokalnej szlachty wielkopolskiej z rodu Kuczyńskich, którzy od nazwy wsi przyjęli odmiejscowe nazwisko, a w części należała do kleru. W 1435 leżała w powiecie kościańskim Korony Królestwa Polskiego. W 1510 należała do parafii Krobia.
W latach 1435-1453 jako właściciela we wsi notowano Michała Kuczyńskiego. W 1435 jako stryj Jutki, żony Jakuba z Krobi, otrzymał jej część po ojcu w Kuczynce oraz dwie kopy groszy, a w zamian dał jej dwór, siedliska oraz połowę łana w Jadamowie pod Krobią. W 1453 Michał odnotowany został w sporze sądowym z Piotrem z Niepartu.
W latach 1434-1450 jako właściciela we wsi odnotowano Jana Bryla. W 1435 kupił on od Mikołaja Szołdry 1/3 dziedziny w Kuczynce za 30 grzywien szer. groszy. W 1445 dał 1,5 łana we wsi oraz 150 grzywien Michałowi z Sowin za jego część po ojcu i matce w Sowinach. W połowie XV wieku odnotowano go także w kilku procesach majątkowych.
W latach 1462-1482 jako właściciel we wsi notowany był w źródłach historycznych Mikołaj Mączka z Kuczynki, który od nazwy wsi przyjął odmiejscowe nazwisko Kuczyński. W 1462 toczył proces ze Stefanem Ziemlińskim oraz Anną i Dorotą siostrami niedzielnymi córkami zmarłego Jana Włostowskiego oraz z braćmi niedzielnymi Mikołajem, Wawrzyńcem, Marcinem i Andrzejem niegdyś z Unięcic. W 1466 procesował się z Janem z Kuczynki, w 1469 z Mikołajem Unięckim, w 1470 z Dorotą żoną Dawida Włostowskiego. W kilku procesach z końca XV wieku odnotowana została także jego żona Katarzyna Kuczyńska. W 1467 część wsi Kuczynka obciążona była czynszem rocznym na rzecz kościoła parafialnego w Grobi. W 1472 Jan Miroszek sprzedał 3 łany w Kuczynce Mikołajowi dziedzicowi w Kuczynie za 90 grzywien.
W latach 1496-1501 właścielem we wsi był Michał Kuczyński. W 1496 kupił od Piotra Kuczyńskiego prepozyta kolegiackiego w Bninie jego części po ojcu i matce w Kuczynie i w Kuczynce za 200 złotych węgierskich. W 1501 zapisał on swojej żonie Małgorzacie Słupskiej po 50 grzywien posagu oraz wiana na swojej części w Kuczynie oraz na połowie części w Kuczynce.
W początku XVI wieku dochodzi do procesu sądowego o czynsz z Kuczynki pomiędzy plebanem kościoła parafialnego w Grobi, a właścicielami Kuczynki w wyniku czego zachowały się szczegółowe informacje na temat własności w Kuczynce. W 1508 Jan Kawiecki dziedzic w Kuczynce pozwany został o 5 grzywien czynszu rocznego z Kuczynki dla kościoła grobskiego, z którym zalegał od 5 lat. Przed sądem dowodził, że niczego z tej wsi nie pobiera ale zostaje zasądzony na zapłatę. W latach 1515-1527 z kościołem w Grobi procesowała się Barbara Sowińska wdowa po Janie Sowińskim. W 1515 pozwana została przez Macieja plebana oraz witryków kościoła w Grobi o zaległy czynsz roczny z Kuczynki. Barbara przed sadem broniła się, że wieś jest opuszczona i bez kmieci natomiast pleban grobski dowodził, że pola są uprawiane przez mieszczan z Krobi oraz innych wieśniaków, a Barbara uiściła z Kuczynki dziesięcinę dla kościoła parafialnego w Krobi. Pozwana twierdziła, że jej zmarły mąż oddał część ról w użytkowanie Janowi Kuczyńskiemu zwanemu „Kiełbasa” w zamian za pilnowanie łąk oraz pastwisk na co pleban podnosił, że pozwana pobierała z tych łąk i pastwisk pożytki. W 1527 ponownie została pozwana przez wspomnianego plebana o zaległy czynsz roczny w wysokości jednej grzywny z części wsi, który od wielu lat był płacony przez posiadaczy tej części majątku ale Barbara zalegała z nim od 6 lat. Pozwana twierdzi, że Jan Sowiński [jej mąż] jako dziedzic sprzedał tę część wsi w 1521 Janowi Kiełbasie Kuczyńskiemu z zastrzeżeniem prawa wykupu. Jan Kiełbasa okazał dokumenty starosty generalnego wielkopolskiego z 1521 dotyczące tej sprzedaży. Na podstawie tego dokumentu oraz dokumentu sprzedaży czynszu z 1467, dokonanej przed oficjałem, zasądził Jana Kiełbasę jako obecnego posiadacza części Kuczynki na zapłatę czynszu.
Miejscowość odnotowano również w historycznych rejestrach poborowych. W 1510 wieś odnotowano jako opuszczoną ale znajdowało się w niej 8 łanów oraz folwark. W 1566 we wsi były 2 łany kmiece oraz dwóch zagrodników. W 1581 jeden łan oraz 3 zagrodników.
Wieś Kuczina minor położona była w 1581 roku w powiecie kościańskim województwa poznańskiego w Rzeczypospolitej Obojga Narodów.
Wskutek II rozbioru Polski w 1793, miejscowość przeszła pod władanie Prus i jak cała Wielkopolska znalazła się w zaborze pruskim. W okresie Wielkiego Księstwa Poznańskiego (1815-1848) miejscowość należała do wsi mniejszych w ówczesnym pruskim powiecie Kröben (krobskim) w rejencji poznańskiej. Kuczynka należała do okręgu krobskiego tego powiatu i stanowiła część majątku Pudliszki, którego właścicielem był wówczas (1846) Józef Łubieński. Według spisu urzędowego z 1837 roku wieś liczyła 91 mieszkańców, którzy zamieszkiwali 8 dymów (domostw).
W latach 1975–1998 miejscowość administracyjnie należała do województwa leszczyńskiego.